# Dolores Cassinelli
Dolores Cassinelli, nata Elvere Dolores Cassinelli (Chicago, 4 luglio 1888 – New Brunswick, 26 aprile 1984), è stata un'attrice statunitense. Era soprannominata The Cameo Girl of the Movies.

## Biografia
Dal 1911 al 1925, anno in cui si ritirò dagli schermi, girò settanta film. Debuttò in una pellicola dell'Essanay, Two Men and a Girl dove aveva come partner Francis X. Bushman. Con l'attore girò anche altri film, tra cui Bill Bumper's Bargain, trasposizione cinematografica del Faust di Goethe, dove lei interpretava Margherita e Bushman era Mefistofele.
Morì nel 1984, a quasi 96 anni di età a New Brunswick per arresto cardiopolmonare. Venne sepolta all'Holy Redeemer Cemetery di South Planfield nel New Jersey.

## Filmografia
La filmografia - basata su IMDb - è completa. Quando manca il nome del regista, questo non viene riportato nei titoli

### Attrice
- Two Men and a Girl (1911)
- A False Suspicion (1911)
- The Right John Smith (1911)
- Bill Bumper's Bargain (1911)
- Winning an Heiress (1911)
- The 'Lemon', regia di Archer MacMackin (1912)
- Do Dreams Come True? (1912)
- Cupid's Leap Year Pranks (1912)
- The Rivals (1912)
- Our Neighbor's Wife (1912)
- Napatia, the Greek Singer (1912)
- Out of the Night (1912)
- A Soul Reclaimed (1912)
- Detective Dorothy (1912)
- The Laurel Wreath of Fame (1912)
- Billy and the Butler (1912)
- The Old Wedding Dress (1912)
- The Tale of a Cat (1912)
- An Adamless Eden (1912)
- A Corner in Whiskers (1912)
- Her Adopted Father (1912)
- Billy McGrath's Love Letters (1912)
- A Little Louder, Please! (1912)
- Well Matched (1912)
- The Redemption of Slivers (1912)
- The Grassville Girls (1912)
- Miss Simkins' Summer Boarder (1912)
- The Fisherman's Luck (1912)
- A Money? (1912)
- From the Submerged, regia di Theodore Wharton (1912)
- The House of Pride, regia di Jack Conway (1912)
- Mr. Up's Trip Tripped Up (1912)
- Billy McGrath's Art Career (1912)
- Mr. Hubby's Wife (1912)
- The Virtue of Rags, regia di Theodore Wharton (1912)
- Giuseppe's Good Fortune (1912)
- When Soul Meets Soul, regia di Norman MacDonald (1913)
- The Girl at the Brook (1913)
- What George Did (1913)
- The Laird of McGillicuddy (1913)
- The Melburn Confession (1913)
- Love and Lavallieres (1913)
- Don't Lie to Your Husband (1913)
- The Broken Heart, regia di Harry McRae Webster (1913)
- The Girl in the Case (1913)
- The Misjudging of Mr. Hubby (1913)
- The Price of Gold, regia di Arthur Mackley (1913)
- A Wolf Among Lambs (1913)
- The Capture, regia di E. Mason Hopper (1913)
- The Unknown (1913)
- Cinderella's Gloves (1913)
- The Divided House (1913)
- Bread Upon the Waters (1913)
- Mr. Dippy Dipped (1913)
- Love Incognito (1913)
- A Successful Failure (1913)
- Dad's Insanity (1913)
- Cupid and Three (1913)
- Their Wives' Indiscretion (1913)
- Dollars, Pounds, Sense (1913)
- The Wolf of the City, regia di Marshall Farnum - cortometraggio (1913)
- Too Late, regia di Marshall Farnum - cortometraggio (1914)
- Zongar, regia di Bernarr Macfadden (1918)
- Lest We Forget, regia di Léonce Perret (1918)
- Le ballerine dei milioni (The Million Dollar Dollies), regia di Léonce Perret (1918)
- Lafayette, We Come, regia di Léonce Perret (1918)
- Unknown Love, regia di Léonce Perret (1919)
- The Virtuous Model, regia di Albert Capellani (1919)
- Il diritto di mentire (The Right to Lie), regia di Edwin Carewe (1919)
- The Web of Deceit, regia di Edwin Carewe (1920)
- Tarnished Reputations, regia di Herbert Blaché, Alice Guy e Léonce Perret (1920)
- The Hidden Light, regia di Abraham S. Schomer (1920)
- La vita è un sogno (Forever), regia di George Fitzmaurice (1921)
- Anne of Little Smoky, regia di Edward Connor (1921)
- Secrets of Paris, regia di Kenneth S. Webb (1922)
- The Challenge, regia di Tom Terriss (1922)
- Columbus, regia di Edwin L. Hollywood (1923)
- Jamestown, regia di Edwin L. Hollywood (1923)
- Lend Me Your Husband, regia di Christy Cabanne (1924)
- Dangerous Money, regia di Frank Tuttle (1924)
- The Midnight Girl, regia di Wilfred Noy (1925)
- The Unguarded Hour, regia di Lambert Hillyer (1925)

### Film o documentari dove appare Dolores Cassinelli
- Screen Snapshots, Series 1, No. 21 documentario (1921)